# Xi Serpentis
Xi Serpentis (ξ  Serpentis, förkortat Xi Ser, ξ  Ser) som är stjärnans Bayerbeteckning, är en trippelstjärna belägen i den västra delen av stjärnbilden Ormen, i den del som representerar ”ormens svans” (Serpens Cauda). Den har en skenbar magnitud på 3,54 och är synlig för blotta ögat. Baserat på parallaxmätning inom Hipparcosuppdraget på ca 31,0 mas, beräknas den befinna sig på ett avstånd på ca 105 ljusår (ca 32 parsek) från solen. Den rör sig närmare solen och kommer att göra perihelionpassagen på ett avstånd av 27 ljusår om ca 690 000 år.

## Egenskaper
Primärstjärnan Xi Serpentis Aa är en blå till vit jättestjärna av spektralklass A9 IIIp Sr. Detta anger att den är en kemiskt speciell Ap-stjärna med ett onormalt överskott av strontium. Den har en massa som är omkring dubbelt så stor som solens massa, en radie som är ca 3,6 gånger större än solens och utsänder från dess fotosfär drygt 30 gånger mera energi än solen vid en effektiv temperatur på ca 7 200 K.
Det inre paret bildar en enkelsidig spektroskopisk dubbelstjärna med en omloppsperiod på 2,29 dygn i ett cirkulärt omlopp med en excentricitet på 0,00. Följeslagare, Xi Serpentis Ab, har endast 18 procent av solens massa. Den andra följeslagaren, Xi Serpentis B, är en stjärna av magnitud 13,0 med gemensam egenrörelse. År 2012 var den separerad med 24 bågsekunder vid en positionsvinkel på 78° från det inre paret. Den har cirka 27 procent av solens massa och en uppskattad omloppstid på 14 763 år.